# Francis Biddle
Francis Beverley Biddle (9. maj 1886 – 4. oktober 1968) var en amerikansk advokat og dommer, som var USA's justitsminister under 2. Verdenskrig og var øverste amerikanske dommer ved Nürnbergprocessen.
Biddle var en af Algernon Biddles fire sønner. Denne var juraprofessor ved University of Pennsylvania. Han var også tipoldebarn af Edmund Randolph, og langt ud i familie med James Madison.  Han blev født i Paris mens hans familie boede i udlandet. Han tog eksamen fra Groton School, hvor han dyrkede i boksning.
Han fik eksaminer fra Harvard University i 1909 (Bachelor of Arts) og 1911 (jura). Han arbejdede først som privatsekretær for højesteretsdommer Oliver Wendell Holmes, Jr. fra 1911 til 1912. De følgende 27 år var han praktiserende advokat i Philadelphia.  I 1912 støttede han den tidligere præsident Theodore Roosevelts Bull Moose Party. Han var også i den amerikanske hær i 1918 under 1. Verdenskrig. Han fungerede som særlig assistent for statsanklageren i den østlige del af Pennsylvania fra 1922 til 1926.
Fra 1930'erne blev Biddle udpeget til en række betydningsfulde regeringsopgaver. I 1934 foreslog præsident ham som formand for National Labor Relations Board. Den 9. februar 1939, nominerede Roosevelt Biddle til appeldommer i det tredje distrikt, en post som blev ledig efter Joseph Buffington. Biddle blev godkendt af Senatet den 28. februar 1939, og blev udpeget den 4. marts 1939. Han fungerede kun i et år indtil han den 22. januar 1940 trak sig tilbage for at blive USA's generaladvokat. Det viste sig også at være en kortvarig post, da Roosevelt nominerede ham til justitsminister i 1941. I denne periode var han også øverste advokat for den særlige kongreskomite, der skulle undersøge Tennessee Valley Authority fra 1938 til 1939, og direktør for Immigration and Naturalization Service i det amerikanske justitsministerium i 1940.
Som justitsminister under 2. Verdenskrig huskes Biddle måske bedst for at have givet FBI ordre til at arrestere "fjendtlige udlændinge" den 7. december 1941 som forløber for præsidentordre nr. 9066, som tillod internering af amerikanere af japansk afstamning i lejre under 2. verdenskrig.
Efter anmodning fra Harry S. Trumans tog han sin afsked efter Roosevelts død. Kort efter udpegede Truman Biddle til at være dommer ved Nürnbergprocessen. Biddles efterfølger, Tom Clark fortalte en historie om at Biddle, som brugte gamacher, var det første regeringsmedlem, som Truman bad om at træde tilbage, og at det var en temmelig svær opgave for ham. Biddle morede sig over Trumans stammen, men da det var overstået, slog han armen om præsidenten og sagde: "Se Harry, det var ikke så svært."
I 1947 blev han af Truman nomineret som amerikansk repræsentant ved UNESCO, men da Republikanerne nægtede at godkende nomineringen bad Biddle Truman om at trække nomineringen tilbage.
I 1950 blev han udpeget til forman for Americans for Democratic Action, a post han beholdt i tre år. Ti år senere skrev han to bind med erindringer: A Casual Past i 1961 og In Brief Authority året efter.  Hans sidste post var som formand for Franklin D. Roosevelt Memorial Commission, som han trak sig tilbage fra i 1965.
Biddles evner som forfatter havde længe været kendt inden udgivelsen af hans erindringer.  I 1927 skrev han en roman om det pænere selskab i Philadelphia: "The Llanfear Pattern."  I 1942 drog han fordel af sin nære tilknytning til Oliver Wendell Holmes 30 år tidligere og skrev en biografi over juristen: "Mr. Justice Holmes", derpå skrev han "Democratic Thinking and the War" to år senere. Hans bog fra 1949: The World's Best Hope så på De Forenede Staters rolle i efterkrigstiden.
Biddle var gift med digteren Katherine Garrison Chapin. Han døde af et hjertetilfælde i Wellfleet, Massachusetts den 4. oktober 1968. Han havde to sønner, Edmund Randolph Biddle og Garrison Chapin, og blev hovedpersonen i skuespillet fra 2004 Trying af Joanna McClelland Glass, som havde været Biddles personlige sekretær fra 1967 til 1968.

## Eksterne kilder links
- Wikimedia Commons har flere filer relateret til Francis Biddle
- Francis Biddle på Notable Names Database (engelsk)